# إميلي أندرسون
إميلي أندرسون (بالسويدية: Emelie Andersson)‏ (9 سبتمبر 1996 - ) هي لاعبة كرة قدم سويدية في مركز الدفاع. لعبت مع QBIK ‏.

## وصلات خارجية
- إميلي أندرسون على موقع الاتحاد الأوربي (الإنجليزية)
- إميلي أندرسون على موقع اتحاد السويد (السويدية)
- إميلي أندرسون على موقع قاعدة بيانات كرة القدم.إي يو (الإنجليزية)
- إميلي أندرسون على موقع Soccerway.com (الإنجليزية)